# Ormosia fastigiata
Ormosia fastigiata é uma árvore da família Fabaceae muito semelhante à O. arborea.
Ela é endêmica do Brasil, também é conhecida popularmente com o nome de olho-de-cabra e ocorre naturalmente em parte da Bahia, São Paulo, Minas Gerais, Rio de Janeiro e Paraná nos biomas Cerrado e Mata Atlântica em vegetações do tipo Floresta de Galeria e Floresta Ombrófila.
A espécie foi descrita pela primeira vez pelo botânico francês Louis René Tulasne no ano de 1844.